# Bieganin
Bieganin – wieś w Polsce położona w województwie wielkopolskim, w powiecie ostrowskim, w gminie Raszków, ok. 18 km na północny zachód od Ostrowa. Według danych na rok 2011 wieś zamieszkiwało 412 osób, a gęstość zaludnienia wyniosła 50 os./km².
Znany od 1292 roku. Miejscowość przynależała administracyjnie przed rokiem 1932 do powiatu pleszewskiego, w latach 1932-1934 do powiatu jarocińskiego, w latach 1975-1998 do województwa kaliskiego, a w latach 1934-1975 i od 1999 do powiatu ostrowskiego.